# Gakken
株式会社Gakken（ガッケン）は、学研ホールディングス傘下の出版社。
小学校・中学校の教科書を主体に、教育関連の書籍などを出版していた学研教育みらいを存続会社として2022年10月1日付で学研プラス、学研メディカル秀潤社、学研出版サービスと合併し、総合出版社の株式会社Gakkenとなった。グループ再編・社名変更の間も、漢字表記の「学研」を出版ブランドとして継続使用している。

## 概要
1947年に設立された学習研究社（学研）の出版事業を源流とする。学研では1990年代からアルファベット表記の"Gakken"をブランドに取り入れており、2009年の持株会社移行によるグループ再編当初は分野別で複数に分かれていた出版事業を集約した際にこのブランド名を社名としているが、漢字表記の「学研」も学研の図鑑を始めとする出版ブランドとして引き続き使用している。
教科書は小学校用では保健、道徳、中学校用では保健体育、道徳を発行している。教科書発行者番号は224。

### 学研教育みらい
株式会社Gakken設立時に存続会社となった株式会社学研教育みらいは学研のグループ再編を控えて2009年1月に当時の学習研究社が園・学校向け事業会社として設立した。
また、学研教育みらいの時代に以下の企業が吸収合併されている。
- 2018年 - 学研イノベーション（2015年設立）
- 2019年 - 学研メディコン（1985年設立）→学研アソシエ
  - 2015年 - 研秀出版（1965年設立）→学研ネクスト

上記のうち、学研アソシエからは吸収合併の前に採用支援事業の移管を受けている。

### 学研プラス
株式会社学研プラス（がっけんプラス）は、2009年10月1日に持株会社の学研ホールディングスが設立された時に事業別の出版子会社として分割された教育関連書籍や児童書、アニメーション関連事業の株式会社学研教育出版と一般書部門の学研パブリッシング、販売事業の学研マーケティングの3社を起源とし、その後出版の発行業務を2015年10月1日付でこの3社の再統合により発足した。ただし、学習研究社時代から発行していた一部の実用書や『TV LIFE』『ムー』などの雑誌は2020年に学研プラスと日本創発グループの合弁により設立された新会社のワン・パブリッシングへ版権を移動する実質的な再分社が行われている。
また、2015年3月から2018年末まではメディア事業部（旧学研パブリッシング第三コンテンツ事業部）がoffice EN-JIN（オフィス・エンジン）の名称で芸能事務所を運営していた。
2018年12月末をもって南條愛乃のマネジメント業務をN3エンタテインメントに移管して所属者がいなくなり、マネジメント業から撤退している。
所属者は以下の通り。
- 南條愛乃（現所属：ボイスキット）
- 吉田翔吾（現所属：mitt management）
- 橘龍丸（現所属：ステイラック）
- 辻凌志朗（現所属：aube）
- 礒部花凜（現所属：アミューズ）

### 学研メディカル秀潤社
株式会社学研メディカル秀潤社（がっけんメディカルしゅうじゅんしゃ）は、1975年に医学書の出版社として設立された秀潤社を源流とする。秀潤社はかつての立風書房や研秀出版と同じく学習研究社の傍系会社であったが、親会社の持ち株会社制度移行に合わせて1981年に参入した学習研究社メディカル出版事業部との間で2009年に事業を統合した。
2011年、100％子会社である株式会社学研ナーシングサポート（現・株式会社学研メディカルサポート）を設立。医療・看護・介護分野等で教育映像インターネット配信事業・研修支援事業の開始。2013年、看護学生向け月刊誌『ナーシング・キャンバス』を創刊。2014年、クリティカルケア看護専門誌『ICNR(Intensive Care Nursing Review)』を創刊。2015年、総合診療・地域連携医療誌『メディカル・アライアンス』を創刊。
関連会社として、インドネシアにてPT.GAKKEN HEALTH AND EDUCATION INDONESIAを設立。インドネシアにおける医療教育支援事業を開始。

## 沿革
- 2009年（平成21年）
  - 1月13日 - 学研教育みらい設立。
  - 10月1日 - 学習研究社が持株会社の学研ホールディングスに改組され、販売子会社の学研マーケティングおよび出版部門の学研教育出版、学研パブリッシングを設立。
- 2010年（平成22年）7月 - 株式会社学研マーケティング、株式会社学研教育出版、株式会社学研パブリッシングの共同株式移転により、中間持株会社の株式会社学研出版ホールディングスを設立。
- 2011年（平成23年）4月 - 学研パブリッシングが株式会社パーゴルフ・プラスの株式の一部を葵プロモーションに譲渡[3]。
- 2015年（平成27年）
  - 3月2日 - 学研パブリッシングが声優プロダクション「office EN-JIN」を設立[4]。
  - 10月1日 - 学研マーケティングを存続会社として学研教育出版および学研パブリッシングと合併、学研プラスに社名を変更。この際、学研M文庫が廃止された。また、学研教育出版が有していた学習研究社時代に制作したアニメの権利も承継している。
- 2017年（平成29年）10月1日 - 学研プラスが株式会社学研教育アイ・シー・ティーおよび株式会社ブックビヨンドを吸収合併[5]。学研教育みらいが株式会社学研イノベーションを吸収合併
- 2018年（平成30年）12月1日 - 月刊雑誌『ル・ボラン』およびモーター関連の出版事業を、株式会社ネコ・パブリッシングに譲渡[6]。
- 2019年（平成31年/令和元年）
  - 1月1日 - 学研プラスが親会社の学研出版ホールディングスを吸収合併し、学研ホールディングスの子会社となった[7]。
  - 10月1日 - 学研教育みらいが株式会社学研アソシエを吸収合併
- 2020年（令和2年）
  - 2月1日 - 月刊雑誌『アニメディア』およびアニメ関連の出版事業を株式会社イードに譲渡[8]。
  - 2月10日 - 隔月刊誌『野菜だより』を株式会社ブティック社に譲渡。
  - 3月12日 - DIY・日曜大工をテーマとした隔月刊誌『ドゥーパ!』を株式会社キャンプに譲渡。
  - 7月1日 -
    - メディアビジネス部が営むメディア事業を会社分割（新設分割）し、その権利義務を分割により設立する株式会社ワン・パブリッシングに承継と、同時に保有するワン・パブリッシングの株式の一部を株式会社日本創発グループに譲渡[9]。
    - 7月1日 - オウンドメディア「言語化タイムズ」を開設（サングローブ株式会社：企画、運営、制作）[10]

  - 10月1日 - 学研プロダクツサポートの製作及び品質・安全管理に関する事業を吸収分割により承継[11]
- 2021年（令和3年）1月1日 - ダイヤモンド社の子会社であるダイヤモンド・ビッグ社が営む「地球の歩き方」等旅行ガイドブック出版事業およびインバウンド事業を譲り受け、株式会社地球の歩き方を新設[12]
- 2022年（令和4年）10月1日 -
  - 学研プラスが株式会社学研ライツマネジメントを吸収合併。
  - 学研教育みらいを存続会社として学研プラス、学研メディカル秀潤社、学研出版サービスの合併および学研エデュケーショナルの一部事業を移管し、株式会社Gakkenに社名を変更[13]、総合出版社となる
- 2024年（令和6年）
  - 9月12日 - 桐原書店をグループイン。
  - 10月1日 - 当社の幼児教育事業本部を学研エリアマーケット（現：Gakken  SEED）を承継会社として吸収分割により統合

## 主な刊行物
学研パブリッシング→学研プラスが発行していたものを含む。

### 児童書・絵本
- 魔法医トリシアの冒険カルテ[注 1][注 2]
- 動物と話せる少女リリアーネ[注 1]
- 10歳までに読みたい世界名作
- 10歳までに読みたい日本名作
- 10歳までに読みたい名作ミステリー
- やさしく読めるビジュアル伝記
- よみとく10分シリーズ
- 学研まんが NEW日本の歴史
- 学研まんが NEW世界の歴史
- 5分後に意外な結末シリーズ
- 5分後の隣のシリーズ
- どんぐりむらシリーズ
- いっしょにあそぼ
- ぴよちゃんとあそぼ!
- 学研の幼児ワーク
- ウサギのフローレンス

### 学研の図鑑
- 学研の図鑑LIVE
- 最強王図鑑シリーズ
- はっけんずかん
- こどもずかん

### 辞書・辞典
- ことば選び辞典
- 新レインボー小学国語辞典
- ジュニア・アンカー英和・和英辞典
- スーパー・アンカー英和辞典

- パーソナル英和・和英辞典
- 大きな字の現代実用国語辞典
- 現代標準国語辞典
- 学研上級漢和辞典　漢字源

『スター・ウォーズ英和辞典』や『言葉選び辞典』のヱヴァンゲリヲン版、新レインボーのディズニーエディション、メゾピアノ辞典コレクションなど、積極的にコラボレーションを行っている。

### 学習参考書（小学生向け）
- 学研の総復習ドリル
- 毎日のドリル
- 寝る前5分暗記ブック
- 早ね早おき朝5分ドリル
- ドラゴンドリル

### 学習参考書（中学生向け）
- ひとつひとつわかりやすく
- ルーズリーフ参考書
- 寝る前5分暗記ブック
- 高校入試 ランク順
- やさしくまるごと
- ニューコース
- パーフェクトコース

### 学習参考書（高校生向け）
- 大学受験VBOOKS
- 大学受験超基礎シリーズ
- 大学受験プライムゼミブックス
- ひとつひとつわかりやすく
- 大学受験Nシリーズ
- 大学入試 ランク順
- マイベスト
- 新マンガゼミナール

### 文庫・叢書
- 学研新書
- 歴史群像新書
- 地球の歩き方（発行：地球の歩き方、2021年発行分より）

#### 過去のレーベル
- レモン文庫（1989年 - 1996年）
- 学研M文庫（2000年9月5日に創刊[14]、2015年に廃刊[15]）
- メガミ文庫（2004年 - 2010年）
- もえぎ文庫
  - もえぎ文庫ピュアリー（2007年 - 2010年）

### 医学書・看護書
- ビジュアルブック シリーズ
- 看護師国家試験 PASS NOTE
- 第2種ME技術実力検定試験全問解説
- 画像診断別冊 KEY BOOKシリーズ

等、多数発刊。

### ムック
- 大人の科学マガジン

### 雑誌
- キラピチ（奇数月15日発売）
- ディズニープリンセスらぶ＆きゅーと（奇数月15日発売）
- ディズニーといっしょブック（2,4,7,11月の22日発売）
- ディズニーおけいこだいすき（3,6,9,12月の10日発売）
- おえかきひめ（偶数月1日発売）
- 最強のりものヒーローズ（偶数月1日発売）
- 大きな字の難問漢字ナンクロ（奇数月2日発売）
- 漢字一番（偶数月19日発売）
- 超特大版漢字ナンクロ（奇数月19日発売）
- 超特大版漢字ナンクロプレミアムハーフ（偶数月19日発売）
- 大きな字の漢字ナンクロ（偶数月2日発売）
- ナンパラ（奇数月27日発売）
- ナンパラSpecial（偶数月14日発売）
- 超難問ナンプレ＆頭脳全開数理パズル（偶数月2日発売）
- 頭脳全開足し算クロス（奇数月2日発売）
- ロジックパラダイス（偶数月27日発売）
- あそびと環境0・1・2歳（毎月2日発売）
- 教育ジャーナル（無料情報誌、2020年3月号までは有料雑誌）
- 実践みんなの特別支援教育（毎月16日発売）
- 画像診断（毎月25日発売、書籍扱い）
- Clinical Engineering（毎月25日発売、書籍扱い）
- Visual Dermatology（毎月25日発売、書籍扱い）
- ナーシング（3,6,9,12月の20日発売）
- Nursing Canvas（毎月10日発売）
- アニメディア（発行：イード・毎月10日発売）
- メガミマガジン（発行：イード・毎月30日発売）

#### 刊行終了雑誌
GetNavi 、CAPA、ムー、TV LIFE、BOMB、POTATO、上沼恵美子のおしゃべりクッキング、WATCHNAVI 、歴史群像はワン・パブリッシングに継承。
- 科学と学習（2010年休刊）
- LE VOLANT
- ストライカーDX
- mer（メル）[17]
- Piccolo（ピコロ）（発行：学研教育みらい、休刊に伴い直販誌のほいくあっぷが雑誌コードを譲渡）
- ほいくあっぷ（2024年12月休刊）
- Paprika
- 声優アニメディア（2020年3月号より発行：イード、2024年6月休刊）
- オトメディア
- 野菜だより
- 上沼恵美子のおしゃべりクッキング テレビテキスト
- TV LIFE
- BOMB
- POTATO
- GetNavi
- CAPA
- WATCH NAVI
- ムー
- 歴史群像
- ドゥーパ!
- ピチレモン

## Webメディア
- ガッコミ（まんがサイト）
- Comic NORA（一般向けのマンガサイト）[18]
- 学研キッズネット
- こそだてまっぷ（学び方・遊び方情報サイト）